# Exalloniscus malaccensis
Exalloniscus malaccensis is een pissebed uit de familie Oniscidae. De wetenschappelijke naam van de soort is voor het eerst geldig gepubliceerd in 1988 door Taiti & Ferrara.